# Rockstedt
Rockstedt ist eine Gemeinde im südwestlichen Kyffhäuserkreis (Thüringen). Sie liegt am nördlichen Ufer der Helbe etwa zwei Kilometer östlich der Stadt Ebeleben. Ebeleben ist erfüllende Gemeinde für Rockstedt.

## Geschichte
Der Ort Rockstedt ist über 1000 Jahre alt. Otto I. schenkte seine Besitzung im westlichen Rockstedt 956 dem Erzbistum Magdeburg. Otto II. bestätigte diese Schenkung 973. Noch im gleichen Jahr kam die Gemeinde durch Tausch zum Kloster Fulda. Später gehörte der Ort zur Unterherrschaft des Fürstentums Schwarzburg-Sondershausen und nach Bildung des Landes Thüringen ab 1922 zum Landkreis Sondershausen bzw. ab 1952 zum Kreis Sondershausen im Bezirk Erfurt. Nach der Wiedervereinigung kam die Gemeinde 1994 zum  Kyffhäuserkreis im wiederhergestellten Land Thüringen.

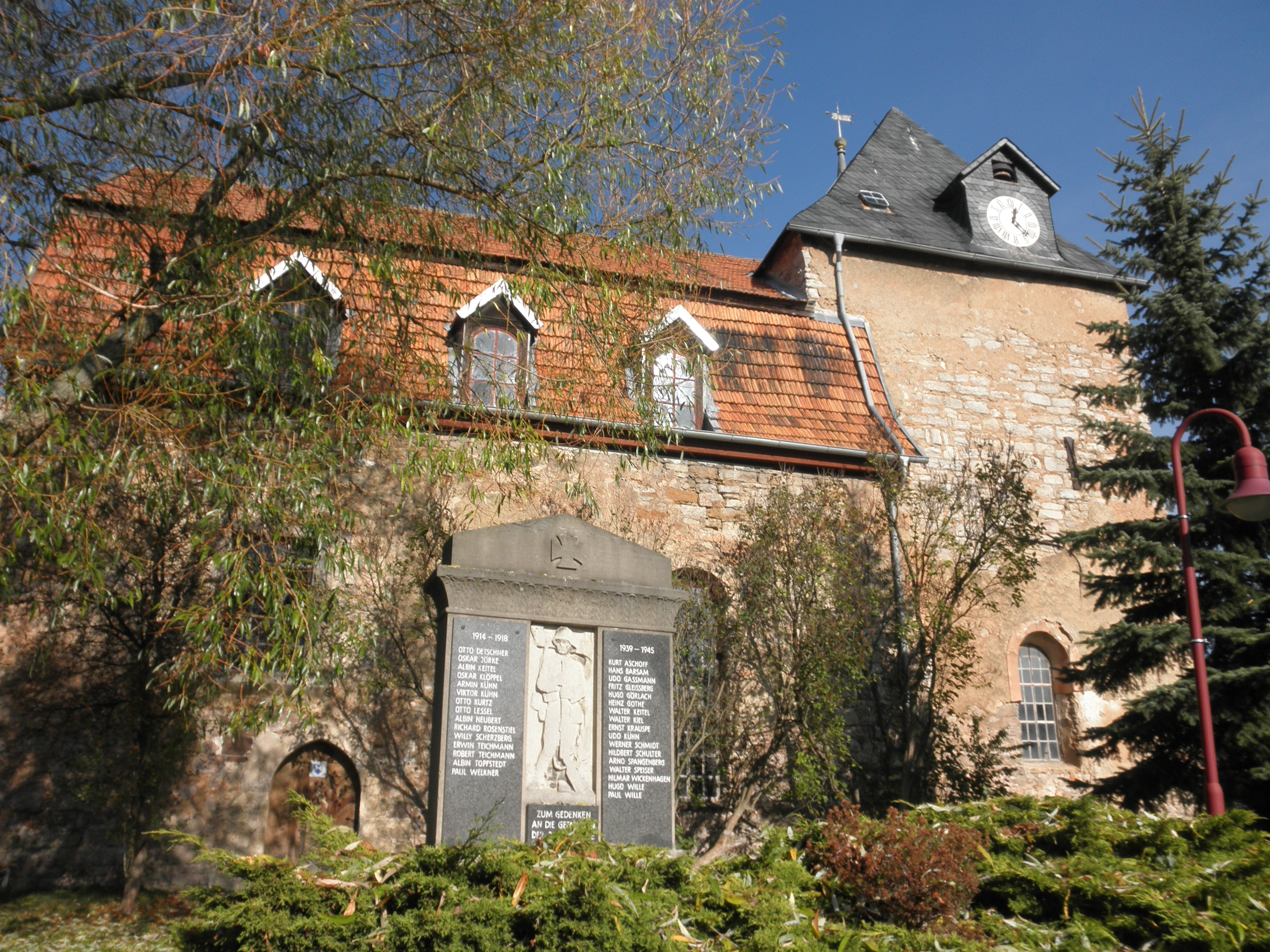
Kirche St. Bonifatius in Rockstedt

### Einwohnerentwicklung
Entwicklung der Einwohnerzahl (31. Dezember):
| - 1994: 274 - 1995: 257 - 1996: 271 - 1997: 274 - 1998: 280 - 1999: 277 | - 2000: 273 - 2001: 276 - 2002: 277 - 2003: 270 - 2004: 274 - 2005: 272 | - 2006: 267 - 2007: 252 - 2008: 253 - 2009: 249 - 2010: 240 - 2011: 252 | - 2012: 248 - 2013: 230 - 2014: 235 - 2015: 219 - 2016: 220 - 2017: 210 | - 2018: 217 - 2019: 210 - 2020: 213 - 2021: 212 |

Datenquelle: Thüringer Landesamt für Statistik

## Wappen
Das Wappen wurde am 20. Februar 1997 durch das Thüringer Landesverwaltungsamt genehmigt.
Blasonierung: „Geteilt; oben in Blau eine wachsende, rot bewehrte, goldene Gans mit ausgebreiteten Flügeln; unten in Silber über zwei blauen Wellen eine rote, gefugte Brücke.“

## Verkehr
Rockstedt erhielt im Jahr 1901 einen Eisenbahnanschluss und lag an der Greußen-Ebeleben-Keulaer Eisenbahn. Der Personenverkehr auf der Strecke wurde 1968 eingestellt. Der Streckenverlauf ist südlich des Ortes noch gut erkennbar.
Kreisstraßen verbinden die Gemeinde im Westen mit Ebeleben, im Norden mit Gundersleben und im Osten mit Bellstedt. Bei Gundersleben besteht Anschluss an die B249 Richtung Sondershausen und bei Ebeleben an die B84 nach Bad Langensalza. Eine Bundelinie verbindet den Ort mit Ebeleben sowie mit Großenehrich.

## Kultur und Sehenswürdigkeiten
- Die evangelische Pfarrkirche St. Bonifatius ist eine einschiffige, in Teilen noch mittelalterliche Kirche mit eingezogenem, quadratischem Chorturm. Der achteckige Turmabschluss mit geschwungener Haube und Laterne ist von 1729 bis 1731. Die heutige Baugestalt mit Treppenanbauten an Nord- und Südseite sowie einem Anbau für die Patronatsloge am Chor basiert auf einer grundlegenden Umgestaltung von 1899 und 1900. Die Ausstattung ist größtenteils um 1900 entstanden. Das neugotische Altarretabel enthält fünf spätgotische Schnitzfiguren.[3]

- Die 1594 von dem Einwohner Schicke erbaute Wassermühle wurde von der Familie Lessel saniert und steht für die Besucher zum Mühlentag offen.

- Das weit vor 1848 erbaute Backhaus wurde 2006 komplett saniert. Seitdem findet jährlich das Mai- und Adventsbacken statt. Traditionell werden große Kuchen und Brot aus selbst angesetztem Sauerteig gebacken.

## Persönlichkeiten
- Alfred Gleißberg (1864–1963), Oboist
- Dieter Keitel (1941–2009), Jazzmusiker